# Ponte Metálica da Régua
A Ponte Metálica da Régua, também conhecida como Ponte Metálica é uma ponte que a une as margens do Peso da Régua, a Lamego sobre o rio Douro, em Portugal, a sua inauguração foi a 1 de dezembro de 1872.

## História
Em 1963 o Rei D. Luís I ordenou ao diretor das Obras Públicas do Distrito de Vila Real que elaborasse e remetesse ao Ministério o projeto e respetivo. orçamento de uma ponte a construir sobre o Douro, em janeiro de 1869 houve uma abertura de concurso público para a construção da ponte sobre o Douro próximo da confluência do Varosa, a jusante e do Corgo, a obra foi adjudicada a Johann Gaspar Harkort sob orientação do engenheiro alemão Wilherm Dulhener, da equipa do Eiffel. Em 1949 foi desativada devido ao estado de degradação do tabuleiro em madeira. Em 2012 houve uma intervenção promovida em parceria o Município do Peso da Régua e a Estradas de Portugal na ponte permitindo a reutilização da estrutura, num contexto urbano e paisagístico com um uso mais adequado às suas caraterísticas preexistentes e em ligação com a rede de percursos pedonais à cota alta e baixa do rio Douro de elevada capacidade polarizadora.

## Características
Ponte de ferro, com tabuleiro plano, metálico, de cinco tramos marcados por arcos duplos, assentes em quatro pilares,tem 318 metros de comprimento e 8 de largura.